# Peabo Bryson
Robert Peabo Bryson (Greenville; 13 de abril de 1951), más conocido artísticamente como Peabo Bryson es un cantautor estadounidense de soul, urban y R&B. Fue una de las primeras voces sedosas masculinas surgidas en el sonido urban de finales de la década de los 70's y comienzos de la década de los 80's.

## Biografía
Su carrera musical empezó cuando cantó con el grupo de ska y rocksteady Al Freeman & the Upsetters en 1965. Entre 1968 y 1973 formó parte del grupo Moses Dillard & the Tex-Town Display. A principios de los 70 hizo de productor para la discográfica Atlanta Bang Record, a la vez que espontáneamente cantó en la banda de Michael Zager, The Moon Band. su álbum de debut homónimo fue grabado para la discográfica Bullet (afiliada de Atlanta Bang Record), del cual se extrajeron temas como "Do It With Feeling", "Underground Music", "It's Just a Matter of Time", "Just Another Day" y "I Can Make It Better", todos moderados éxitos en las listas de R&B. En 1978 se trasladó a la compañía Capitol, donde su álbum "Reaching for the Sky" se convirtió en disco de oro. Continuó en The Moon Band hasta 1979. A partir de ese momento continuó una prolífica carrera, y en especial triunfo haciendo dúos con Natalie Cole, Roberta Flack, Melissa Manchester, Minnie Riperton, Regina Belle y Andrea Tessa. Grabó para Capitol hasta 1984, cuando firmó con la compañía discográfica Elektra, donde editó el sencillo "If Ever You're in My Arms Again". En 1991 fue fichado por Columbia. 
Durante toda la década mantuvo un éxito regular, en especial a principios, cuando grabó los dúos galardonados con un Grammy "A whole new world" (con Regina Belle) y "Beauty and the beast" (con Céline Dion). En el año 2000 participó en la competencia Internacional en la versión 41° del Festival Internacional de la Canción de Viña del Mar donde ganó la competencia internacional representando a Francia donde se llevó la Gaviota de Oro en ese certamen, sin embargo fue invitado y participó como jurado en la edición siguiente del festival. En 2005 ha editado "Christmas with you" para la discográfica Timelife, de donde se han extraído los temas "The Christmas song", "This Christmas" y el dúo con Wendy Moten "My gift is you".Luis Miguel interpretó en español su canción Somebody in your life, que en español la tradujeron como "Alguien como tú)

## Discografía
| Año  | Título                    | Discográfica  |
| ---- | ------------------------- | ------------- |
| 1976 | Peabo                     | Bullet        |
| 1978 | Reaching for the sky      | Capitol       |
| 1978 | Crosswinds                | Capitol       |
| 1979 | We're the best of friends | Capitol       |
| 1980 | Paradise                  | Capitol       |
| 1980 | Live & more               | Atlantic      |
| 1981 | Turn the hands of time    | Capitol       |
| 1981 | I am love                 | Capitol       |
| 1982 | Don't play with fire      | Capitol       |
| 1983 | Born to love              | Capitol       |
| 1984 | Straight from the heart   | Elektra       |
| 1985 | Take no prisoners         | Elektra       |
| 1986 | Quiet storm               | Elektra       |
| 1988 | Positive                  | Elektra       |
| 1989 | All my love               | Capitol       |
| 1991 | Can you stop the rain     | Columbia      |
| 1994 | Through the fire          | Columbia      |
| 1997 | Peace on earth            | Private music |
| 1998 | Family Christmas          | Great Noise   |
| 1999 | Unconditional love        | Private music |
| 2003 | The essential             | Private music |
| 2005 | Christmas with you        | Time Life     |

## Premios
| Año  | Título                               | Categoría                      | Género |
| ---- | ------------------------------------ | ------------------------------ | ------ |
| 1992 | Beauty and the Beast                 | Mejor actuación de dúo o grupo | Pop    |
| 1993 | A whole new world (Alladdin's theme) | Mejor actuación de dúo o grupo | Pop    |

| Año  | Título                                 | Categoría     | Tipo de Competencia       |
| ---- | -------------------------------------- | ------------- | ------------------------- |
| 2000 | Let Me Try Again (Laisse-moi le temps) | Mejor canción | Competencia internacional |